# 前218年
| 千纪： | 前1千纪 |
| 世纪： | 前4世纪 \| 前3世纪 \| 前2世纪                                                                                         |
| 年代： | 前240年代 \| 前230年代 \| 前220年代 \| 前210年代 \| 前200年代 \| 前190年代 \| 前180年代                               |
| 年份： | 前223年 \| 前222年 \| 前221年 \| 前220年 \| 前219年 \| 前218年 \| 前217年 \| 前216年 \| 前215年 \| 前214年 \| 前213年 |
| 纪年： | 秦始皇二十九年；衛君角二十四年                                                                                        |

## 大事记

### 西方
- 罗马共和國以漢尼拔侵略薩貢托為名，和迦太基之间爆发第二次布匿战争。
- 马耳他加入罗马共和国。
- 11月——提基努斯河會戰，布匿戰爭中第一場在義大利本土發生的戰鬥。結果是漢尼拔獲勝，而後翻越了阿爾卑斯山進入了義大利。
- 冬至，特雷比亚河战役,漢尼拔取胜。

### 中國
- 秦始皇東遊，至陽武博浪沙中，張良令力士操鐵椎狙擊始皇，誤中副車。始皇驚，求，弗得；令天下大索十日。始皇遂登之罘，刻石；旋，之琅邪，道上黨入。